# Peter Grünwald
Peter Grünwald (* 31. Juli 1964 in Klosterneuburg) ist ein österreichischer Offizier des Bundesheeres, aktuell im Range eines Brigadiers. Er war von 2010 bis 2017 Kommandant der 6. Jägerbrigade.

## Leben
Peter Grünwald war nach Absolvierung der Theresianischen Militärakademie als Kompaniekommandant einer Jägerkompanie im Landeswehrstammregiment 32 bzw. im Jägerregiment 3 tätig.
Nach dem Generalstabslehrgang von 1994 bis 1997 arbeitete Grünwald als Offizier der Generalstabsabteilung 3 und Stabschef des Militärkommandos Salzburg sowie als Leiter Führung im Kommando Landstreitkräfte.
2004 war er Kommandant des Aufklärungsbataillons 2, ab 2005 war er leitender Planungsoffizier beim Einsatzführungskommando bei der deutschen Bundeswehr. 2009 wurde er Leiter Referat 2 und stellvertretender Abteilungsleiter der Ausbildung A im Bundesministerium für Landesverteidigung und Sport.
2017 gab er das Kommando der 6. Jägerbrigade an Oberst Wolfgang Weichselberger ab.

## Privates
Er wohnt mit seiner Frau und vier Kindern in Wals bei Salzburg und ist Mitglied des Österreichischen Alpenvereins.